# St. Walpurgis (Großengottern)

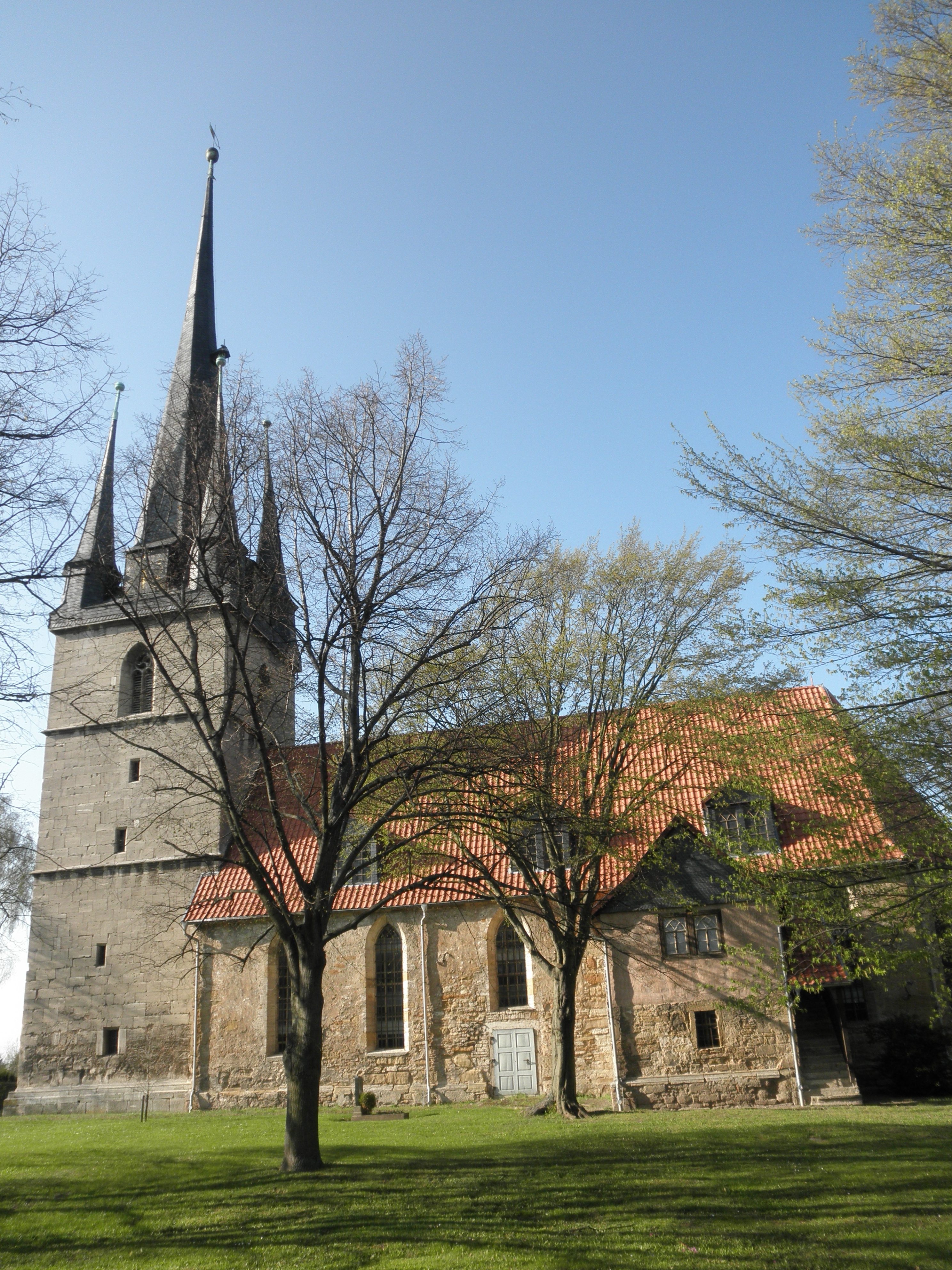
Die Kirche

Die evangelische Dorfkirche St. Walpurgis steht im Oberdorf von Großengottern, einem Ortsteil der Gemeinde Unstrut-Hainich im Unstrut-Hainich-Kreis in Thüringen. Sie ist für ihre große barocke Orgel des bedeutenden Orgelbauers Trost bekannt.

## Geschichte
Wie die ebenfalls spätgotisch geprägte und 1318 erstmals urkundlich genannte Martinikirche im Unterdorf von Großengottern ist die Walpurgiskirche älter, als es die schriftlichen Zeugnisse belegen. Seit 1280 ist ein Pfarrer in Großengottern ansässig. Die Walpurgiskirche fand 1494 mit einer Rekonstruktion und Erweiterung erstmals urkundliche Erwähnung. Seit 1500 sind beide Kirchen baulich kaum verändert worden. Die vielen Gemeinsamkeiten enden im Aussehen und sind auf den Kirchen- und Ortssiegeln aufgebracht.
Die Walpurgiskirche wurde auf bereits vorhandenen Grundmauern und Mauern einer Vorgängerkirche errichtet. Zudem befindet sich neben ihr das Pfarrhaus und der Torweg zur Kirche.

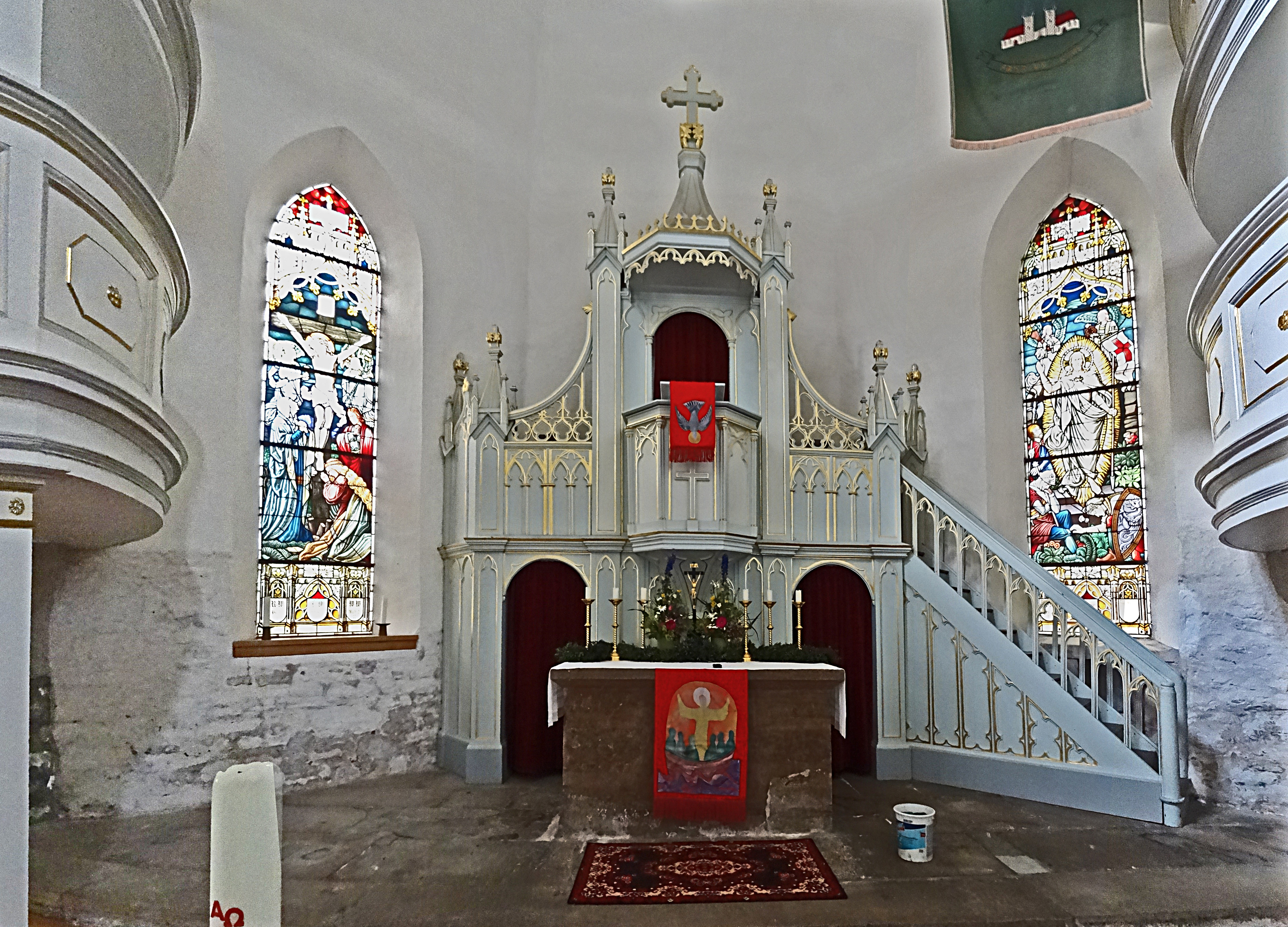
Altarbereich

## Architektur

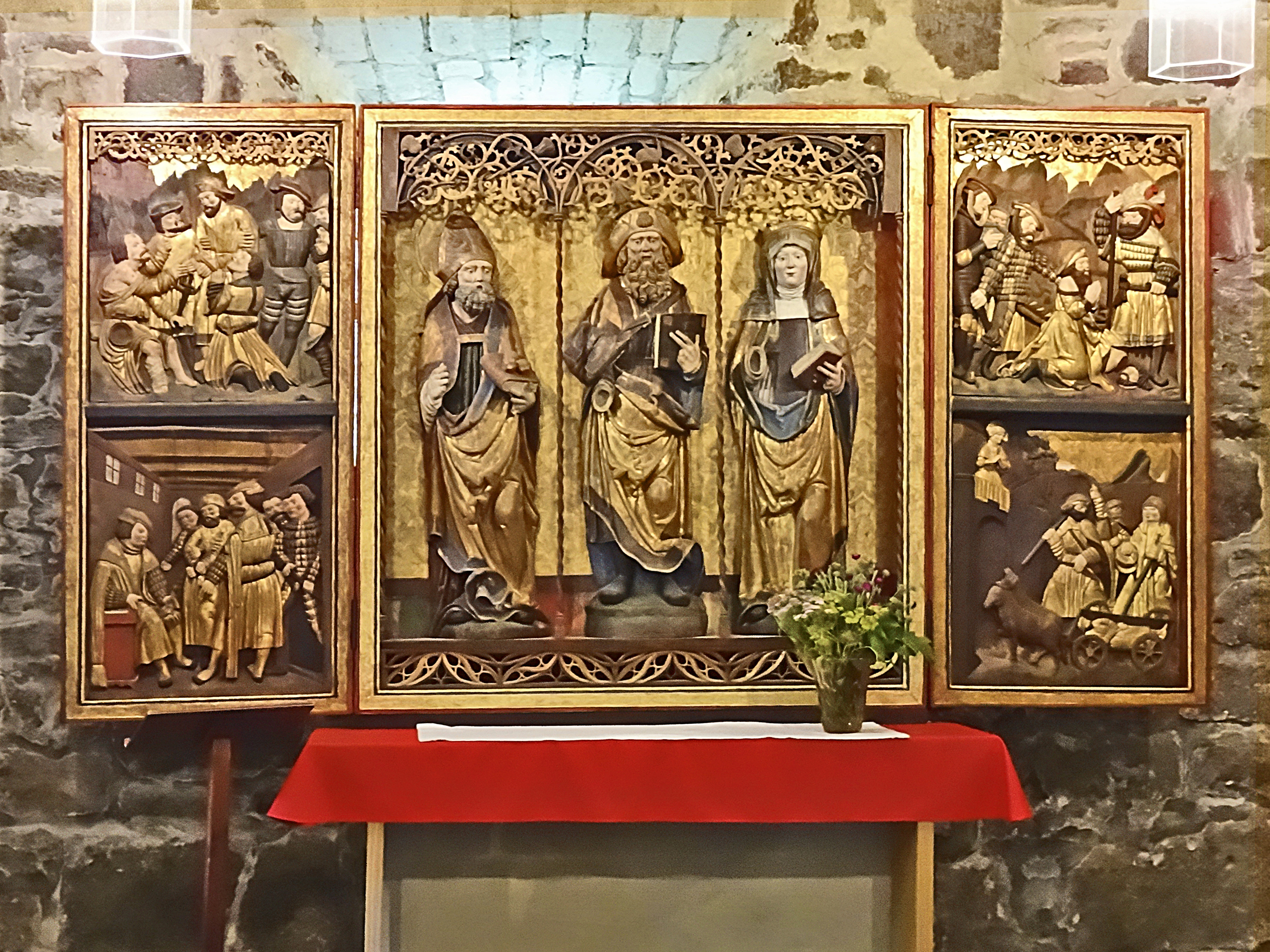
Jakobus-Altar

Die Saalkirche ist aus Bruchsteinmauerwerk erbaut. Das rechteckige Schiff mit dreiseitigem Chor wurde 1478 erbaut, der Westturm trägt die Inschrift mit dem Datum 1494. Veränderungen wurden im 18. Jahrhundert und 1851/1852 vorgenommen. Restaurierungen erfolgten 1952 und 1993–1995. Am Turm sind ein Spitzbogenportal und Vorhangbogenfenster zu finden, während am Schiff Spitzbogenfenster und am Chor Maßwerkfenster angeordnet sind. Das Innere ist mit einem hölzernen Tonnengewölbe abgeschlossen und von einer zweigeschossigen hölzernen Empore von 1739 umgeben.

## Ausstattung
Im Osten steht ein neugotischer Kanzelaltar mit Fialen und Maßwerk. Im Turmraum ist ein romanischer Taufstein mit einem Rundbogenfries an der Kuppa aufgestellt. Im Altarraum steht ein weiterer Taufstein von 1739. Ein spätgotischer Jakobus-Altar aus dem Anfang des 16. Jahrhunderts ist heute in der Jakobus-Kapelle unten im Turm aufgestellt. Der Mittelschrein des Flügelaltars zeigt Schnitzfiguren der Heiligen Nicolaus, Jakobus und Walpurgis. Die geöffneten Flügel zeigen auf ihren Innenseiten Szenen aus dem Leben des Hl. Jacobus. Im Chor sind farbige Glasmalereien mit biblischen Motiven von 1908 zu finden. Ein Altarkruzifix wurde in der ersten Hälfte des 18. Jahrhunderts geschaffen. Am äußeren nördlichen Portal ist ein Grabstein für einen Ritter von Großengottern erhalten.

## Orgel

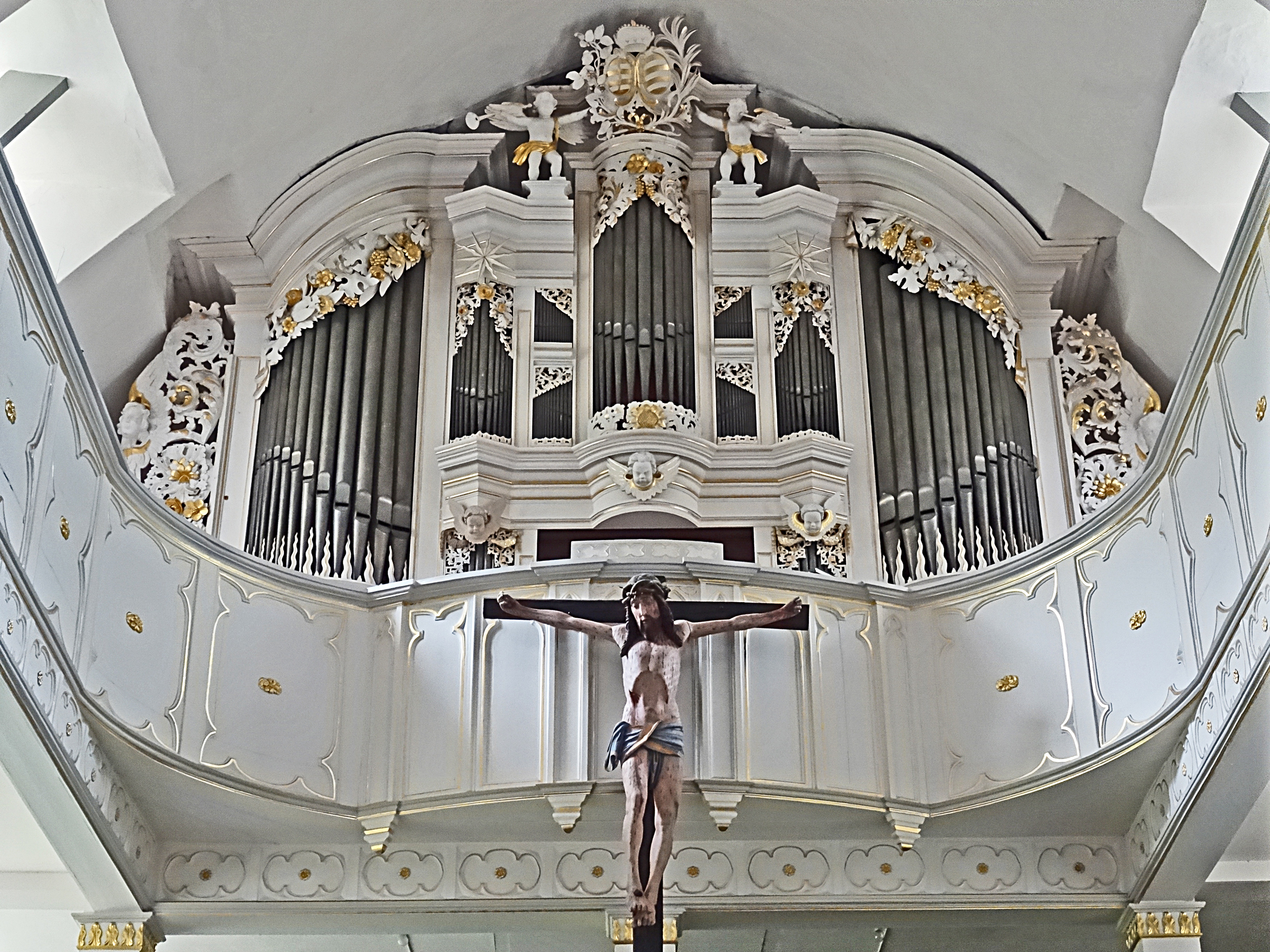
Trost-Orgel

Die Kirche besitzt seit 1717 eine wertvolle Orgel von Tobias Heinrich Gottfried Trost mit 22 Registern auf zwei Manualen und Pedal.  In den Jahren 1848/1849 überarbeitete Ernst Siegfried Hesse die Trakturen und tauschte die Manualklaviaturen sowie einzelne Register aus. 1878 erlitt die Orgel Schäden durch Blitzeinschlag. Friedrich Petersilie stellte die Orgel wieder her und ersetzte einige Register. Ein Vorschlag zur grundlegenden Veränderung der Orgel blieb unausgeführt.
In den Jahren 1940–1947 restaurierte Rudolf Kühn die Orgel unter Anleitung von Rudolf von Beckerath. 1999 wurde die Orgel von Eule Orgelbau Bautzen nach der Originaldisposition restauriert und nach Werckmeister (Generalbaß-Unterweisung, 1698) gestimmt. Die Disposition lautet:
| I Hauptwerk CD–c3 |                   |        |     |
| 01.               | Große Quintathöne | 16′    | T/n |
| 02.               | Principal         | 08′    | T   |
| 03.               | Viol di Gamba     | 08′    | T/n |
| 04.               | Bordun            | 08′    | T/H |
| 05.               | Principal         | 04′    | T   |
| 06.               | Gemshorn          | 04′    | n   |
| 07.               | Groß Quinta       | 03′    | T/n |
| 08.               | Nassatt           | 03′    | T/n |
| 09.               | Supraoctava       | 02′    | T   |
| 10.               | Sesquialtera      | 1 3⁄5′ | n   |
| 11.               | Groß Mixtura IV   |        | T/n |
| 12.               | Trompete          | 08′    | n   |

| II Brustwerk CD–c3 |                  |    |     |
| 13.                | Lieblich Gedackt | 8′ | T   |
| 14.                | Principal        | 4′ | T   |
| 15.                | Fledouse Doppelt | 4′ | T/n |
| 16.                | Quinta           | 3′ | n   |
| 17.                | Octava           | 2′ | T/n |
| 18.                | Mixtur III       |    | n   |

| Pedal CD–c1 |                          |     |  |
| 19.         | Subbaß                   | 16′ |  |
| 20.         | Groß Viol di Gamb Baß    | 16′ |  |
|             | Quintathön-Baß (= Nr. 1) | 16′ |  |
| 21.         | Principal Baß            | 08′ |  |
|             | Bordun-Baß (= Nr. 4)     | 08′ |  |
|             | Octav-Baß (= Nr. 5)      | 04′ |  |
| 22.         | Posaunen Baß             | 16′ |  |
|             | Trompeten-Baß (= Nr. 12) | 08′ |  |

- Effektregister: Cymbelstern in C, Cymbelstern in G
- Koppeln:: Manualkoppel, Pedalkoppel – Hauptwerk, Pedalkoppel – Brustwerk.
- Nebenregister und Spielhilfen: Tremulant, Sperrventil
- Anmerkungen:

T = Register ganz oder teilweise von Tobias Heinrich Gottfried Trost (1716)
H = Register ganz oder teilweise von Ernst Siegfried Hesse (1849)
n = Register ganz oder teilweise neu (1997)

## Sonstiges

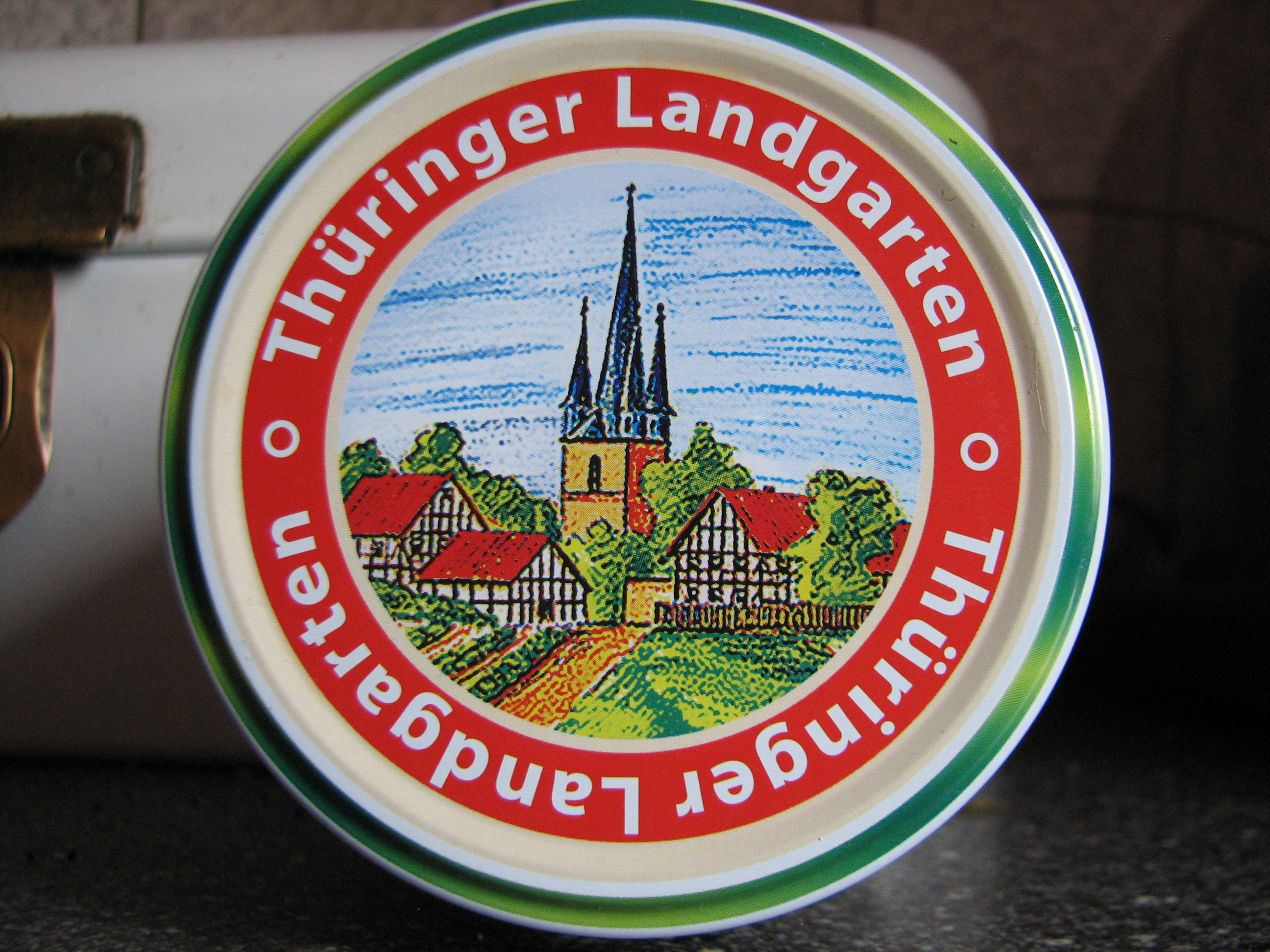
Gurkenglas-Deckel mit Kirche St. Walpurgis in Großengottern

- Die Kirche St. Walpurgis ist in der Mitte der Ansicht von Großengottern zu sehen, die das ortsansässige Unternehmen Schweizer Sauerkonserven GmbH mit jedem seiner Thüringer Landgarten-Produkte verbreitet.[3]